# San Andrés Sajcabajá
San Andrés Sajcabajá is een gemeente in het departement El Quiché in Guatemala. De gemeente bestaat uit de plaats (pueblo) San Andrés Sajcabajá en 62 rural gemeenschappen. Het merendeel van de bevolking (89%) is K'iche'. 

## Geschiedenis
In de pre-koloniale tijd stond het gebied bekend als Sajcabajá en was het bevolkt door een van de K'iche'-families verbonden met het koninkrijk van Q'umarkaj. Na de val van Gumarcaj begon de Spaanse koloniale aanwezigheid rond het jaar 1580 toen Sajcabajá onder het bestuur van het Dominicaanse klooster in Sacapulas werd geplaatst, dat werd belast met de bekering en bestuurlijke reorganisatie van de bevolking in het kader van het koloniale reducciones-systeem.  
Gedurende de koloniale periode was San Andrés Sajcabajá een halte plaats, tussen Joyabaj en Sacapulas, op de camino real die de Guatemalteekse hoofdstad (destijds nog in Tecpán) verbond met Chiapas. 
San Andrés Sajcabajá werd in 1892 formeel als gemeente erkend.
In haar recente geschiedenis ging de bevolking van San Andrés Sajcabajá gebukt onder de gevolgen van de Guatemalteekse burgeroorlog (1960-1996). De zwaarste periode in deze burgerooglog waren de jaren tussen 1981 en 1984, toen het Guatemalteekse leger een militair garnizoen had geïnstalleerd in het katholieke klooster van de stad en een zeer brute respressiecampagne tegen de lokale bevolking begon.

## Geografie
De gemeente San Andrés Sajcabajá bevindt zich in een bergachtige streek die bekendstaat als de Sierra de Chuacús. De stad en de verschillende dorpen en gehuchten liggen op een hoogte die varieert van 1000 tot 2000 meter. Het klimaat is gematigd, met gemiddelde temperaturen tussen 12°C en 24°C en een jaarlijkse neerslag tussen 1000 en 2000 mm. 
Door haar bergachtige karakter is meer dan 77% van het gemeentelijke landoppervlak ongeschikt voor de landbouw. De voornaamste landbouwproducten zijn maïs en bonen die voor de lokale consumptie worden geteeld. Tuinbouw bestaat slechts in een klein aantal dorpsgemeenschappen die toegang hebben tot irrigatiemogelijkheden. Tuinbouwproducten als tomaten, uien, kool en güisquil worden alleen op de lokale markt verkocht, mede omdat de transportmogelijkheden zeer beperkt zijn.